# ضد ضرب (فیلم)
ضد ضرب فیلمی ساخت ایران و محصول سال ۱۳۹۳ به کارگردانی هادی شادمانی و تهیه کنندگی سید مجتبی اسدی‌پور است.

## خلاصهٔ داستان
نادر سرپرست یک گروه موسیقی است که با دوستش تصمیم به نقشه اجرای دزدی می‌گیرد به‌خاطر آشنایی با سیما مسیر زندگی‌اش دستخوش حوادثی می‌شود که با مشکلات و اتفاقاتی مواجه می‌شوند…

## بازیگران
- مجید صالحی
- حدیث فولادوند
- رامبد شکرابی
- ولی‌الله مؤمنی
- امیر نوری
- افسانه ناصری